# Ceratina macrocephala
Ceratina macrocephala är en biart som beskrevs av Heinrich Friese 1911. Ceratina macrocephala ingår i släktet märgbin, och familjen långtungebin. Inga underarter finns listade i Catalogue of Life.